# 표준 생성 엔탈피
표준 생성 엔탈피(영어: standard enthalpy of formation) 또는 표준 생성열(標準生成熱, 영어: standard heat of formation)은 모든 물질이 표준 상태에 있는 조건에서 구성 원소로부터 물질 1몰이 형성될 때의 엔탈피의 변화이다. 표준 압력 값 p⦵ = 105 Pa (= 100 kPa = 1 bar)는 IUPAC에서 권장하지만, 1982년 이전에는 1.00 atm (101.325 kPa) 값이 사용되었다. 표준 온도 값은 없으며 ΔfH⦵라는 기호를 사용한다.

## 같이 보기
- 표준 상태
- 표준 몰 엔트로피
- 연소열
- 표준 반응 엔탈피